# ソノサキ〜知りたい見たいを大追跡!〜
『ソノサキ〜知りたい見たいを大追跡!〜』（ソノサキ しりたいみたいをだいついせき）は、2017年10月3日から2019年3月26日までテレビ朝日系列で毎週火曜 23:20 - 翌0:20 （JST）に放送されていたバラエティ番組。以前に3回『ソノサキ〜のぞいてみたらスゴかった!〜』のタイトルでパイロット版が放送された。

## 概要
本番組では、「ソノサキ」として、世の中の気になっている事柄の「その先」を調べ、MCのバナナマン（設楽統・日村勇紀）とゲストが推理し、見届ける内容である。
通常は火曜深夜の『ネオバラエティ』枠で放送されているが、2018年6月30日には枠外の22:10 - 23:10に1時間スペシャルを放送した。
2018年10月2日より放送時間が23:20 - 翌0:20と5分繰り下がった。
2018年11月27日は、同日の通常放送とは別に19:00 - 21:48に3時間スペシャルを放送した。
2019年3月26日をもって本番組は終了した。後枠には金曜21:00 - 21:54枠で放送されていた『金曜★ロンドンハーツ』が『ロンドンハーツ』に改題し、当枠に移動した。なお、同年4月以降のテレビ朝日におけるバナナマンの担当番組は『バナナマンのドライブスリー』が4月3日から水曜0:20 - 0:50（火曜24:20 - 24:50、関東広域圏と一部地域のみ）に放送されている。

## 出演者

### MC
- バナナマン（設楽統・日村勇紀）

## ネット局と放送時間
| 放送対象地域   | 放送局                   | 系列           | 放送日時                     | 放送開始日    | ネット状況 |
| -------------- | ------------------------ | -------------- | ---------------------------- | ------------- | ---------- |
| 関東広域圏     | テレビ朝日（EX）         | テレビ朝日系列 | 火曜 23:20 - 翌0:20          | 2017年10月3日 | 制作局     |
| 北海道         | 北海道テレビ（HTB）      | テレビ朝日系列 | 火曜 23:20 - 翌0:20          | 2017年10月3日 | 同時ネット |
| 青森県         | 青森朝日放送（ABA）      | テレビ朝日系列 | 火曜 23:20 - 翌0:20          | 2017年10月3日 | 同時ネット |
| 岩手県         | 岩手朝日テレビ（IAT）    | テレビ朝日系列 | 火曜 23:20 - 翌0:20          | 2017年10月3日 | 同時ネット |
| 宮城県         | 東日本放送（KHB）        | テレビ朝日系列 | 火曜 23:20 - 翌0:20          | 2017年10月3日 | 同時ネット |
| 秋田県         | 秋田朝日放送（AAB）      | テレビ朝日系列 | 火曜 23:20 - 翌0:20          | 2017年10月3日 | 同時ネット |
| 山形県         | 山形テレビ（YTS）        | テレビ朝日系列 | 火曜 23:20 - 翌0:20          | 2017年10月3日 | 同時ネット |
| 福島県         | 福島放送（KFB）          | テレビ朝日系列 | 火曜 23:20 - 翌0:20          | 2017年10月3日 | 同時ネット |
| 長野県         | 長野朝日放送（abn）      | テレビ朝日系列 | 火曜 23:20 - 翌0:20          | 2017年10月3日 | 同時ネット |
| 新潟県         | 新潟テレビ21（UX）       | テレビ朝日系列 | 火曜 23:20 - 翌0:20          | 2017年10月3日 | 同時ネット |
| 静岡県         | 静岡朝日テレビ（SATV）   | テレビ朝日系列 | 火曜 23:20 - 翌0:20          | 2017年10月3日 | 同時ネット |
| 石川県         | 北陸朝日放送（HAB）      | テレビ朝日系列 | 火曜 23:20 - 翌0:20          | 2017年10月3日 | 同時ネット |
| 中京広域圏     | メ〜テレ（NBN）          | テレビ朝日系列 | 火曜 23:20 - 翌0:20          | 2017年10月3日 | 同時ネット |
| 広島県         | 広島ホームテレビ（HOME） | テレビ朝日系列 | 火曜 23:20 - 翌0:20          | 2017年10月3日 | 同時ネット |
| 山口県         | 山口朝日放送（yab）      | テレビ朝日系列 | 火曜 23:20 - 翌0:20          | 2017年10月3日 | 同時ネット |
| 香川県・岡山県 | 瀬戸内海放送（KSB）      | テレビ朝日系列 | 火曜 23:20 - 翌0:20          | 2017年10月3日 | 同時ネット |
| 愛媛県         | 愛媛朝日テレビ（eat）    | テレビ朝日系列 | 火曜 23:20 - 翌0:20          | 2017年10月3日 | 同時ネット |
| 福岡県         | 九州朝日放送（KBC）      | テレビ朝日系列 | 火曜 23:20 - 翌0:20          | 2017年10月3日 | 同時ネット |
| 長崎県         | 長崎文化放送（ncc）      | テレビ朝日系列 | 火曜 23:20 - 翌0:20          | 2017年10月3日 | 同時ネット |
| 熊本県         | 熊本朝日放送（KAB）      | テレビ朝日系列 | 火曜 23:20 - 翌0:20          | 2017年10月3日 | 同時ネット |
| 大分県         | 大分朝日放送（OAB）      | テレビ朝日系列 | 火曜 23:20 - 翌0:20          | 2017年10月3日 | 同時ネット |
| 鹿児島県       | 鹿児島放送（KKB）        | テレビ朝日系列 | 火曜 23:20 - 翌0:20          | 2017年10月3日 | 同時ネット |
| 沖縄県         | 琉球朝日放送（QAB）      | テレビ朝日系列 | 火曜 23:20 - 翌0:20          | 2017年10月3日 | 同時ネット |
| 近畿広域圏     | 朝日放送テレビ（ABC TV） | テレビ朝日系列 | 水曜 0:35 - 1:37（火曜深夜） | 2017年10月4日 | 75分遅れ   |
| 鳥取県・島根県 | 山陰放送（BSS）          | TBS系列        | 火曜 1:03 - 2:03（月曜深夜） | 2018年6月5日  | 遅れネット |

## スタッフ
- ナレーション：服部潤、照井春佳、清水健佑
- 構成：興津豪乃、矢野了平、オグロテツロウ、飯塚大悟、大名祥子（大名→途中から）
- ロケ技術：河野健之、遠藤径介、加藤泰助、佐藤貴志、谷哲也、吉田淳、西山政宏、野村次郎、丸山純、土井崇
- TM：福元昭彦
- TD：古橋稔、石渡剛
- カメラ：石渡剛、桝田茂雄、蛯名岳文、雨森貴之、渡邉良平、清水美保、高橋広
- VE：小林祐輝、鈴木太作、細谷公助
- 音声：五十嵐暢之、加藤翠、藤本樹恒、高橋英史、山岸美祝
- 照明：越前充弘、根岸祥子
- 美術：井磧伸介
- デザイン：加藤由紀子
- 美術進行：中山めぐみ
- 大道具：栗田祥吾
- メイク：川口カツラ店
- 音効：山本達也（ZACK）
- TK：吉条雅美（途中から）
- 編集：高橋航介、高田信志、森嶋亮、藤河優、伊藤聡彦、髙瀬孝河、酒井晴菜
- MA：小林育、齋藤亘
- 編成：田中真由子、三浦靖雄、柴高啓介
- 宣伝：堀場綾枝子
- 制作協力：ViViA
- リサーチ：スコープ、クロコ、フォーミュレーション、高木美嘉
- AD：秋山直、森岡佑介、岡森可南子、金山将世、渡辺直哉、鈴木龍太郎、岩本秀平、長谷川万季、神田由美奈、三木こころ、伊勢央、阪本光香、元木千尋、井ノ口功基、田中裕也、松原臣樹、菅原月
- AP：河野朋恵、海老沼まどか（共に途中から）
- ディレクター：櫛田健太郎、森田惇（森田→以前はチーフディレクター）、松原広直、岩木伸次、土屋良介、岡順一郎、平賀知博、丸山耕弥、真山善貴、三瓶翔士、金井洋人、井上圭、松原綾子、岡崎昇平、熊川隆太、後藤敬昭、藤川悠、内山真吾、菊地拓馬、齋藤弘一、藤野智光、駒奈穂子、安井啓太
- チーフディレクター：宮澤拓郎、阿部裕太、米山聡、宋晃濬（宋→以前はディレクター）
- 演出：近藤正紀
- プロデューサー：小田隆一郎、三浦大輔、中澤慎吾、岩下英雅、藤井貴代美、三藤豊
- ゼネラルプロデューサー：畔柳吉彦
- 制作著作：テレビ朝日

### 過去のスタッフ
- 編成：瀧川恵、高崎壮太
- プロデューサー：島田典子